# Ammodytoides gilli
El lanceta de arena plateado (Ammodytoides gilli), también llamado peón panámico, es una especie de pez actinopeterigio marino, de la familia de los ammodítidos.

## Morfología
Cuerpo alargado y fino, con una longitud máxima descrita de 11,6 cm.

## Distribución y hábitat
Se distribuye por las costas del este del océano Pacífico, desde Cabo San Lucas en Baja California (México) al norte hasta Ecuador al sur, incluyendo las islas Galápagos.
Son peces marinos de aguas tropicales, de comportamiento demersal, que habitan en fondos arenosos, ocasionalmente cerca de arrecifes rocosos poco profundos, en un rango de profundidad entre 1 m y 25 m. Como suele encontrarse en arena abierta, se necesita muy poco esfuerzo de recolección. Se sabe poco sobre la abundancia relativa de esta especie, pero cuando se encuentra se observan típicamente agrupaciones grandes y por lo tanto no se considera una especie amenazada.